# Labigastera nitidula
Labigastera nitidula är en tvåvingeart som först beskrevs av Johann Wilhelm Meigen 1824.  Labigastera nitidula ingår i släktet Labigastera och familjen parasitflugor. Arten är reproducerande i Sverige. Inga underarter finns listade i Catalogue of Life.